# サンディア国立研究所
サンディア国立研究所（サンディアこくりつけんきゅうじょ、Sandia National Laboratories、SNL）は、アメリカ合衆国エネルギー省が管轄する国立研究所。ニューメキシコ州アルバカーキとカリフォルニア州リバモアの2箇所に施設がある。
核兵器の開発と管理、軍事科学、安全保障の全分野などについて、国家機密に属する先進的な研究が行われている。
現在、研究所施設は政府の財産であるが、管理・運営は請負契約を結んだサンディア社（Sandia Corporation、ロッキード・マーチン社の 100％ 出資子会社）が行っている。この運営形態は GOCO (Government - Owned, Contractor - Operated) と呼ばれる。
ニューメキシコ州サイトの研究所建屋はカートランド空軍基地の敷地内に有り、訪問者は基地の東側に所在するオフィスで入構証を発行してもらう。
世界最大級のプラズマ発生装置Zマシンをニューメキシコの研究所に持ち、この装置による、臨界前核実験に代わって核実験場および爆薬を必要としない新たな核実験が行われている。